# Crazy (Aerosmith-Lied)
Crazy [ˈkreɪzi] ist ein Ballade der US-amerikanischen Rockband Aerosmith. Sie wurde von Steven Tyler, Joe Perry und dem Komponisten und Produzenten Desmond Child geschrieben. Es war die letzte Single-Auskopplung aus dem erfolgreichen Studioalbum Get a Grip aus dem Jahr 1993. Die Single wurde 1994 veröffentlicht und erschien auch auf der Kompilation Big Ones.

## Inhalt
Der Text des Liedes handelt von einer Frau, die kommt und geht und deren „verrückte Art“ den Erzähler selber „verrückt“ macht.

## Musikvideo
Marty Callner drehte das Musikvideo, das 1994 in Heavy Rotation auf dem Musiksender MTV lief. Die Hauptrollen spielen die Schauspielerinnen Alicia Silverstone und Liv Tyler, die zu diesem Zeitpunkt 17-jährige Tochter des Sängers. Der Regisseur besetzte Liv für das Video, nachdem er sie in einem Werbespot für Procter & Gamble gesehen hatte.
Das Musikvideo hat eine filmartige Handlung und handelt von zwei Schülerinnen, die die Schule schwänzen und mit einem Ford Mustang Cabrio eine mehrtägige Ausfahrt machen. Unterwegs berauben die beiden minderjährigen Mädchen eine Tankstelle, gewinnen Geld bei einem Poledance-Wettbewerb in einer Striptease-Bar und verführen einen jugendlichen Farmer zum Nacktbaden. Zum Schluss wird der Farmer wieder zu seinem herrenlosen Traktor kutschiert, der anscheinend selbständig riesige Buchstaben des Wortes „Crazy“ in den Acker gefahren hat.
Das Musikvideo zu Crazy wurde zur Nummer 23 der Top 100 Musik-Videos aller Zeiten des Fernsehsenders VH1 gewählt.

## Rezeption

### Preise
Wie bereits im Jahr zuvor mit Livin’ on the Edge, gewann Aerosmith 1995 mit Crazy den Grammy Award in der Kategorie Best Rock Performance by a Duo or Group with Vocal. Dies war somit der zweite Grammy für das Album Get a Grip und der dritte insgesamt für die Rockband.

### Chartplatzierungen
Der Song erreichte Platz 17 in den Billboard Hot 100, Platz 7 in den Mainstream Rock Tracks Charts und Platz 3 in Kanada. Im Vereinigten Königreich wurde Crazy als Doppel-A-Seite zusammen mit dem Song Blind Man veröffentlicht und erreichte Platz 23.
| ChartsChartplatzierungen       | Höchstplatzierung | Wochen |
| ------------------------------ | ----------------- | ------ |
| Deutschland (GfK)              | 43 (10 Wo.)       | 10     |
| Schweiz (IFPI)                 | 28 (12 Wo.)       | 12     |
| Vereinigte Staaten (Billboard) | 17 (23 Wo.)       | 23     |
| Vereinigtes Königreich (OCC)   | 23 (4 Wo.)        | 4      |

### Auszeichnungen für Musikverkäufe
| Land/Region                  | Auszeichnungen für Musikverkäufe (Land/Region, Auszeichnung, Verkäufe) | Verkäufe |
| ---------------------------- | ---------------------------------------------------------------------- | -------- |
| Brasilien (PMB)              | Gold                                                                   | 30.000   |
| Italien (FIMI)               | Gold                                                                   | 50.000   |
| Spanien (Promusicae)         | Platin                                                                 | 60.000   |
| Vereinigtes Königreich (BPI) | Silber                                                                 | 200.000  |
| Insgesamt                    | 1× Silber · 2× Gold · 1× Platin ·                                      | 340.000  |

Hauptartikel: Aerosmith/Auszeichnungen für Musikverkäufe